# Südfriedhof (Leipzig)

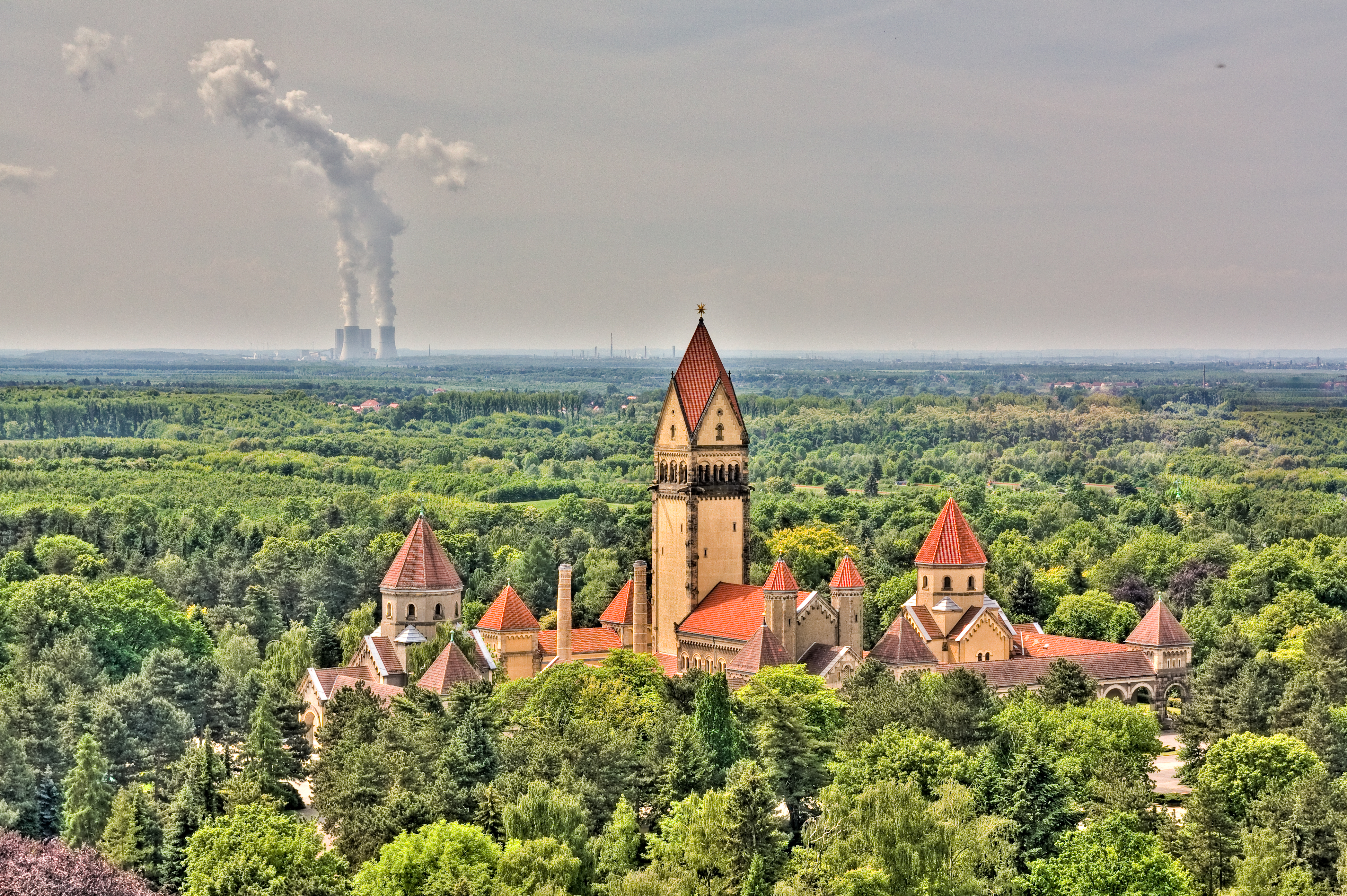
Capela do cemitério vista do Monumento da Batalha das Nações, com a Usina Termoelétrica Lippendorf ao fundo

O Südfriedhof (Cemitério do Sul) é o maior cemitério de Leipzig, com área de 82 hectares. Localiza-se próximo ao Monumento da Batalha das Nações. É juntamente com o Friedhof Ohlsdorf em Hamburgo e o Südwestkirchhof Stahnsdorf em Berlim um dos maiores cemitérios parque da Alemanha.

## História

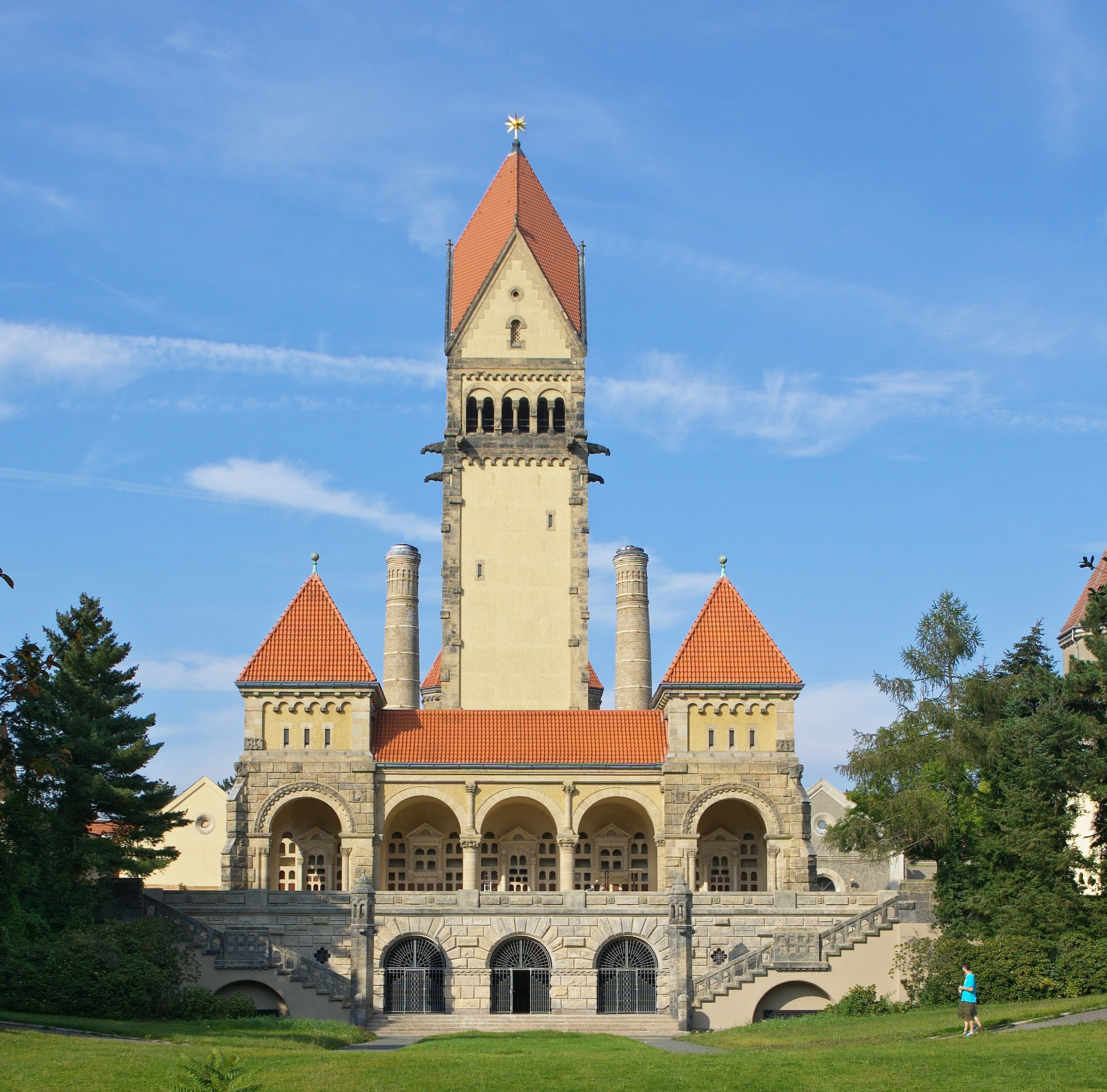
Lado sul (fundos) da capela, com columbários nas arcadas superiores e nas grades térreas

O planejamento do cemitério começou em 1879. Foi inicialmente instalado em uma área de 54 hectares. Os responsáveis principais por sua instalação foram o diretor de jardins Otto Wittenberg e o arquiteto Hugo Licht.
Devido ao rápido desenvolvimento da cidade durante a industrialização e a anexação de localidades vizinhas, com o consequente aumento da população, novas áreas de cemitério tornaram-se necessárias. Após a inauguração do Nordfriedhof (Leipzig) em 1881 foi inaugurado em 1 de junho de 1886 o Südfriedhof pelo prefeito Carl Bruno Tröndlin. Pouco depois ocorreu o primeiro sepultamento, cuja sepultura encontra-se preservada na 1ª Divisão. No início o cemitério não atraiu muita simpatia, preferindo os habitantes sepultarem seus mortos no Novo Johannisfriedhof (o atual Friedenspark (Leipzig)). Esta situação mudou quando o Novo Johannisfriedhof começou a ficar lotado e as árvores do Südfriedhof desenvolveram-se, tornando aparente o caráter de parque pretendido para o cemitério.
Aos visitantes do vizinho Monumento da Batalha das Nações é imediatamenbte visível a capela inaugurada em 1910, com seu campanário de 60 metros de altura. O estilo neorromânico, construído sob a direção de Otto Wilhelm Scharenberg, foi inspirado no mosteiro românico da Abadia de Santa Matria Laach no Eifel, sendo a maior edificação em cemitérios da Alemanha. É composto por uma capela, um crematório e um columbário.
Nos últimos anos a edificação foi restaurada por etapas. A edificação do crematório foi restaurada em 1998-1999. Substituindo os antigos três fornos foram construídos dois fornos crematórios com três dutos de exaustão. O terceiro destes não é atualmente utilizado, sendo previsto para uma possível instalação do terceiro forno. A capela-mor foi reconstruída em 1996-1997, com a repintura do coro baseada em achados históricos. O columbário, após anos de abandono e vandalismo, foi renovado e no aniversário de 125 anos do cemitério novamente utilizado.
Até 1924 o cemitério foi ampliado para 63 hectares. Durante a Segunda Guerra Mundial, ocorreu a última expansão da área do cemitério para 82 hectares. As 3474 vítimas do Bombardeio de Leipzig na Segunda Guerra Mundial foram sepultadas na atual 28ª Divisão.
Particularmente interessante aos visitantes são as sepulturas históricas, que em parte foram executadas por artistas como Max Klinger, Fritz Behn, Max Lange e Carl Seffner em diversos estilos.

## Flora e fauna
No cemitério pode-se encontrar cerca de 10 mil rododendros, atingindo até 4 metros de altura. Encontra-se também liquidâmbar, mahonia, metasequoia, ginkgo biloba e diversos tipos de tilia. Também são encontráveis no cemitério 60 espécies de aves. Muitos esquilos habitam o cemitério e em manhãs e anoiteceres calmos pode-se avistar coelhos e raposas.

## Personalidades sepultadas
- Max Abraham

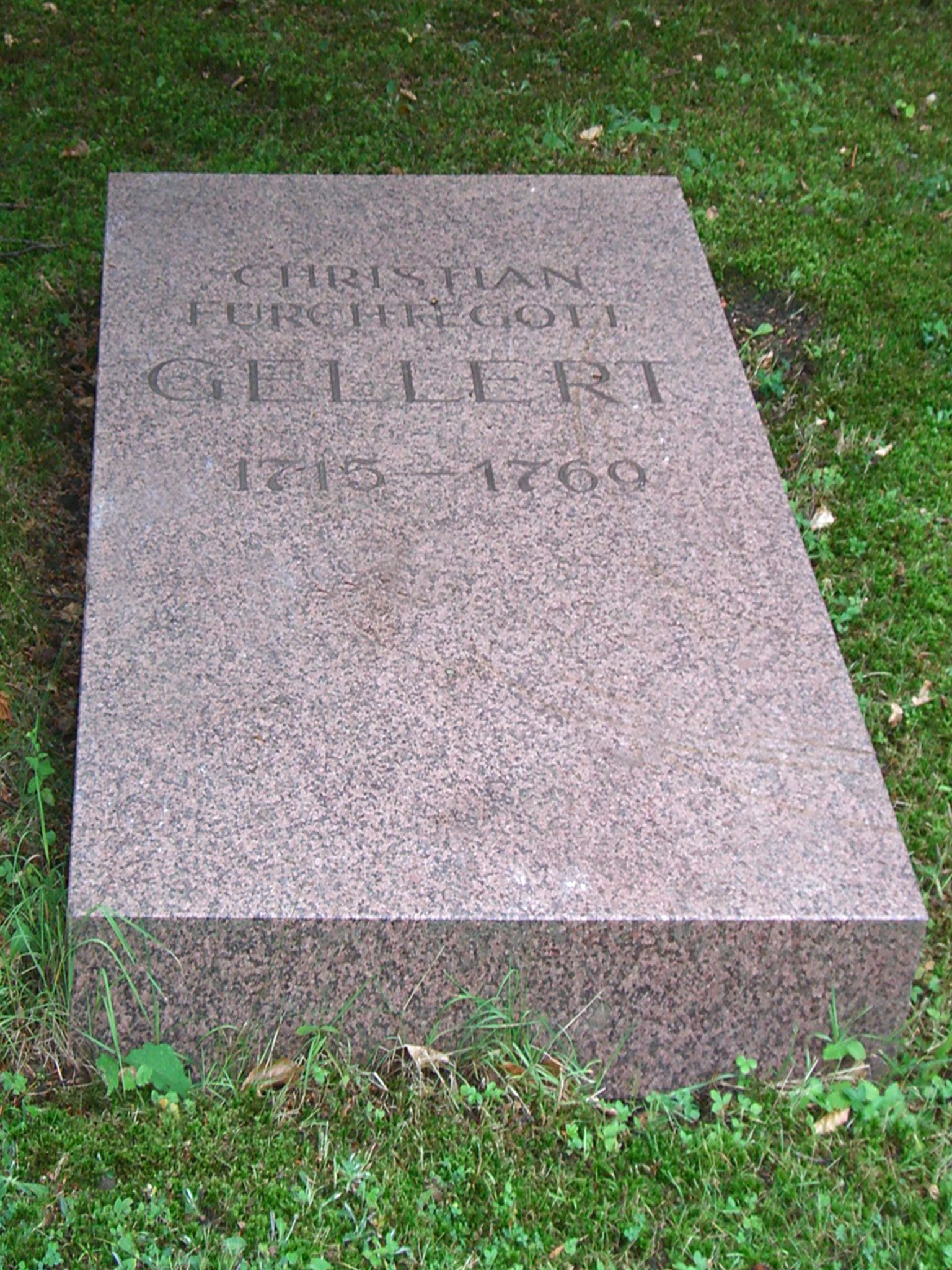
Sepultura de Christian Fürchtegott Gellert

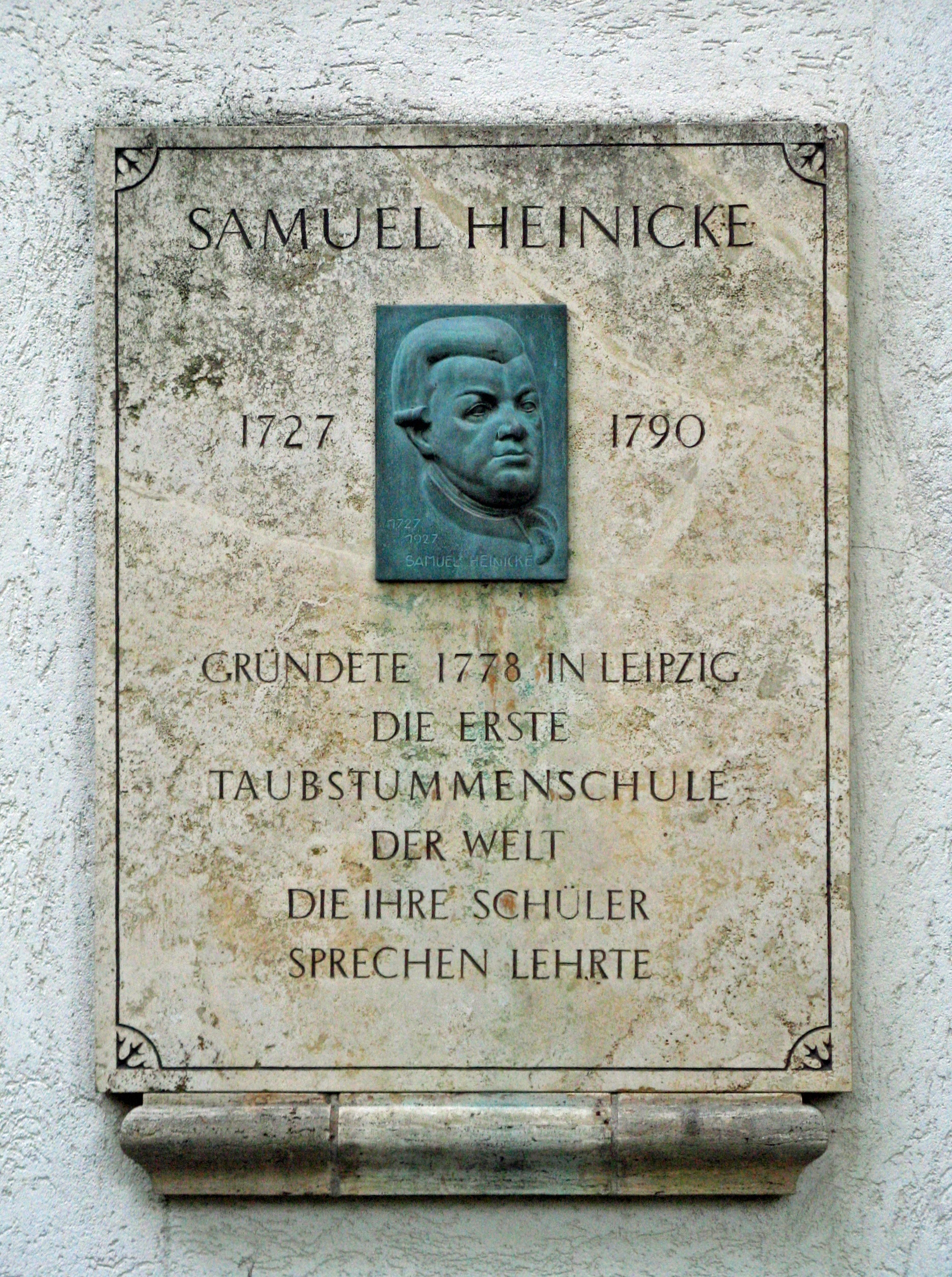
Gedenktafel für Samuel Heinicke

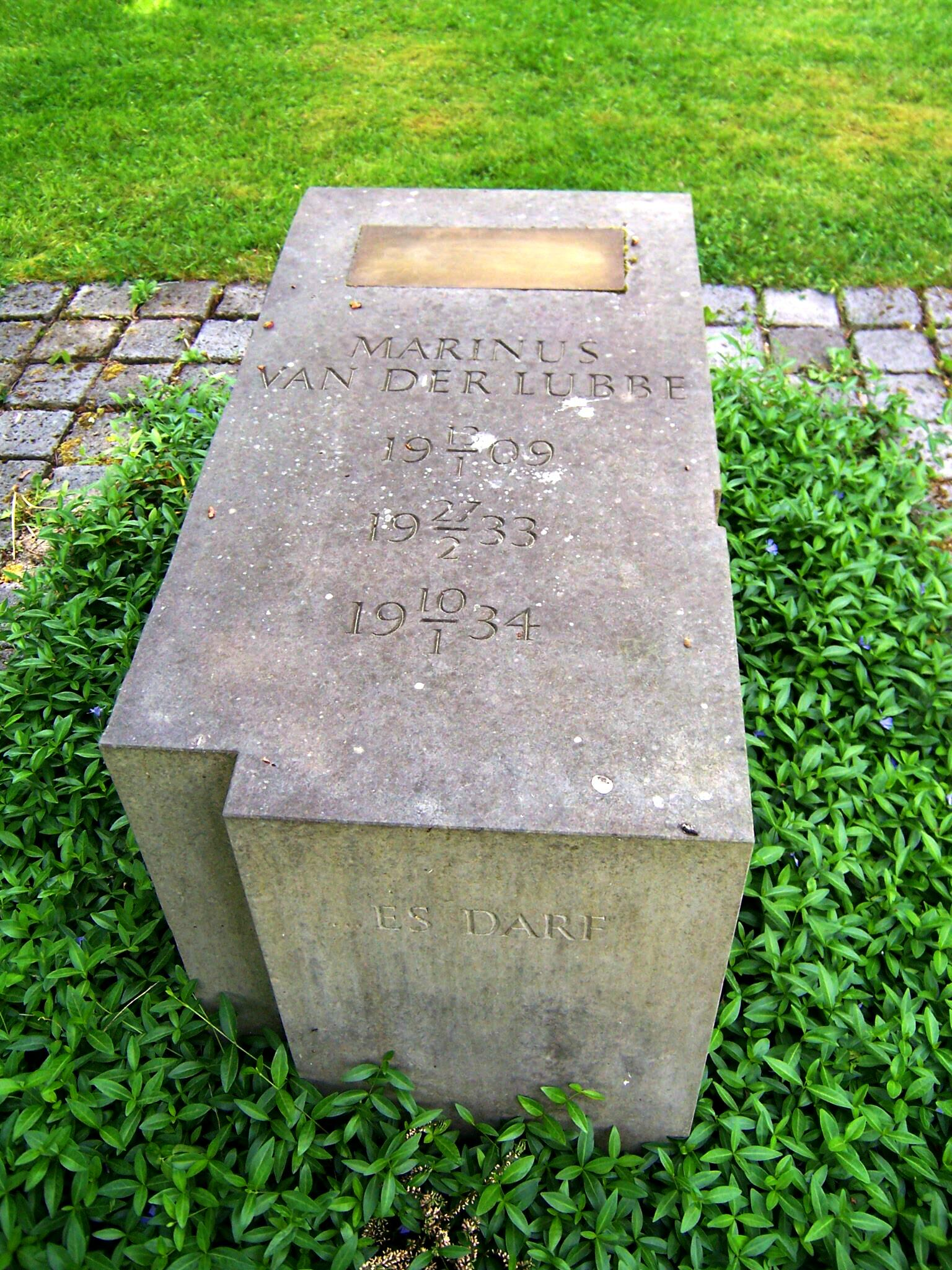
Gedenkstein für Marinus van der Lubbe

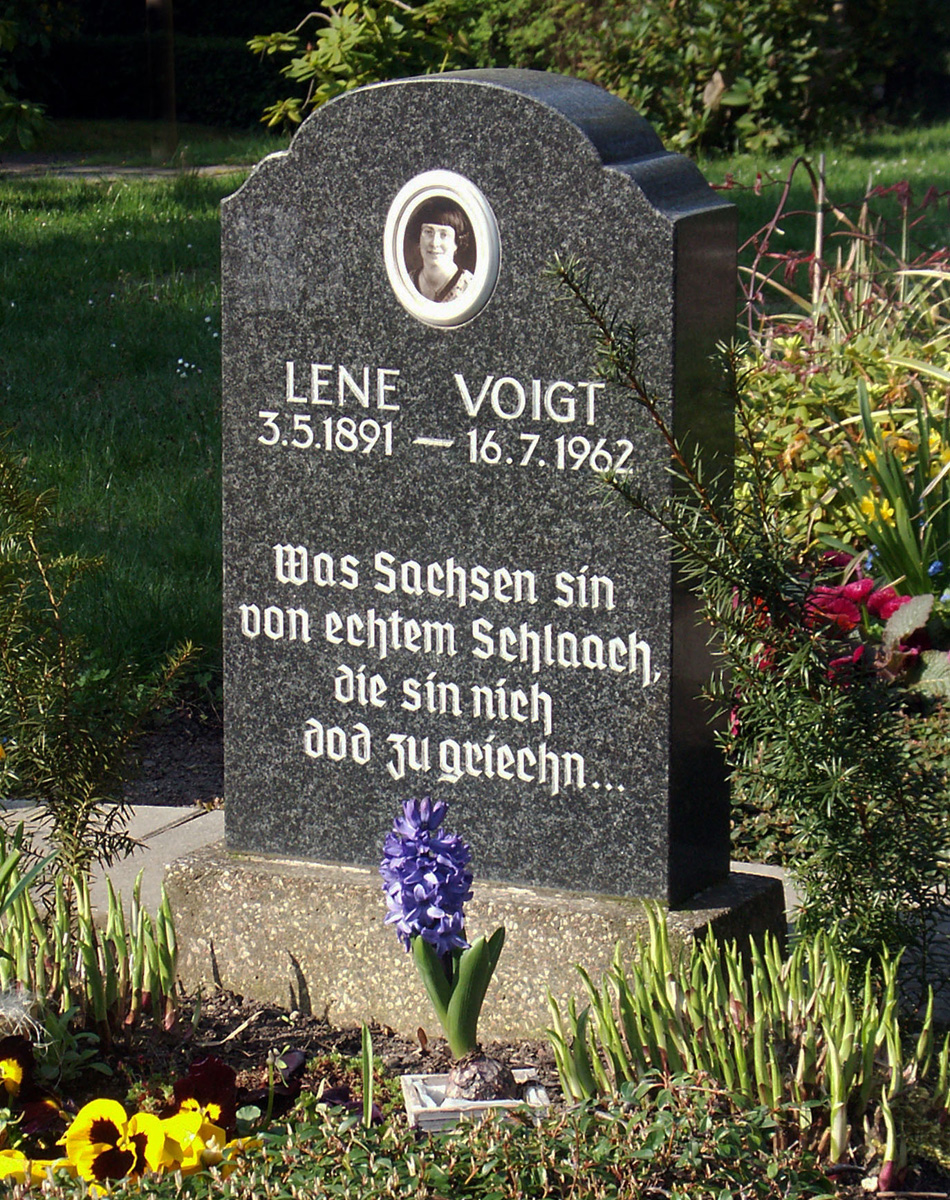
Grabstein Lene Voigt

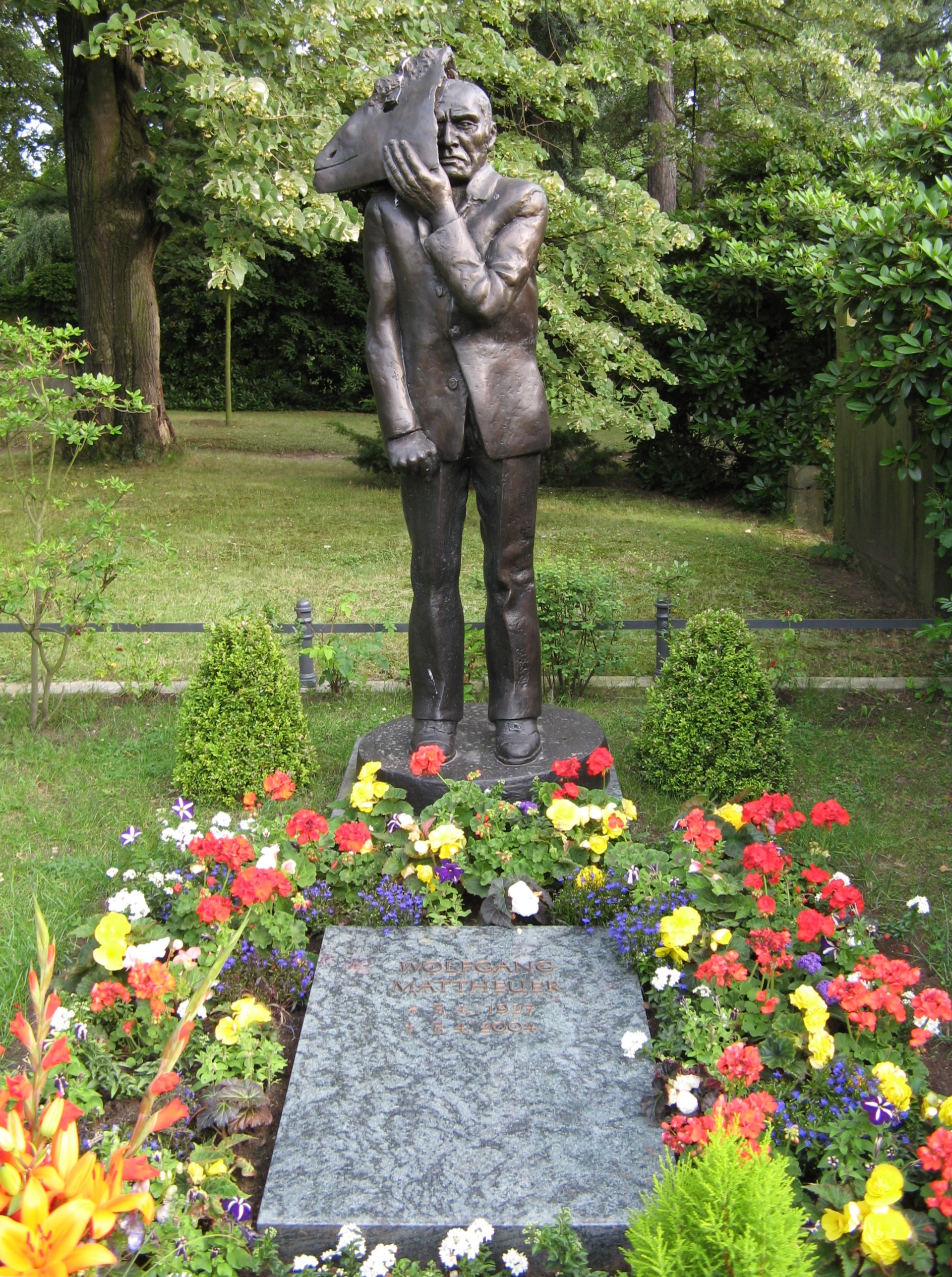
Grab Wolfgang Mattheuers mit Bronzeplastik „Gesichtzeigen“

- Cliff Aeros, artista e fundador do Circo Aeros
- Albrecht Alt, teólogo
- Fritz Baedeker, editor
- Paul Beckers, ator e comediante
- Herbert Beckert, matemático
- Paul Benndorf, historiador e pesquisador sepulcral
- Ernst Beyer, conselheiro escolar
- Volker Bigl, médico e reitor da Universidade de Leipzig
- Felix Victor Birch-Hirschfeld, médico
- Helga Brauer, cantora
- Friedrich Braun, germanista
- Hans Adolf von Brause, pedagogo reformista, diretor de escola
- Carl James Bühring, arquiteto e urbanista
- Max Bürger, médico
- Reinhold Carl, escultor e pintor
- Ludolf Colditz, jurista e empresário
- Heinrich Curschmann, médico
- Franz Delitzsch, teólogo
- Fred Delmare, ator
- Georg Dertinger, político
- Anton Dietrich, pintor
- Rudolf Dittrich, Oberbürgermeister de Leipzig
- Otto Engert, político
- Eduard Erkes, sinólogo
- Werner Fischel, professor de psicologia animal
- Otto Fischer, fisiologista e físico
- Paul Flechsig, neurologista e psiquiatra
- Alfred Frank, pintor
- Theodor Frings, medievalista
- Christian Fürchtegott Gellert, escritor
- Otto Georgi, Oberbürgermeister de Leipzig
- Ottmar Gerster, compositor
- Peter Gläser, músico
- Richard Graul, historiador da arte, diretor do Kunstgewerbemuseums Leipzig
- Ernst Johann Groth, escritor, pedagogo
- Sigfrid Grundeis, pianista
- Emil Franz Hänsel, arquiteto
- Hugo Haschke, fabricante de charutos
- Hellmuth von Hase, editor, coproprietário da Breitkopf & Härtel
- Otto Harrassowitz, editor
- Jürgen Hart, cabaretista
- Samuel Heinicke, pedagogo surdo
- Walter Heise, político e combatente da resistência
- Hans Held, anatomista
- Paul e Edgar Herfurth, editores de jornal
- Johannes Hertel, indologista
- Karl Wilhelm Hiersemann, antiquário e editor
- Arthur Hoffmann, político
- Ludwig Hupfeld, empresário
- Waldemar Ilberg, físico
- Johannes Jahn, historiador da arte
- Karl Jungbluth, político
- Johannes Junck, político
- Sigfrid Karg-Elert, compositor
- Alfred Kästner, político
- Oskar Kellner, químico agrícola, fisiologista animal
- Rudolf Kittel, teólogo, editor da Bíblia Hebraica
- Julius Klengel, violoncelista
- Julius Klinkhardt, editor
- Arthur Knick, médico
- Rudolf Kötzschke, historiador
- Franz Konwitschny, Orquestra Gewandhaus de Leipzig
- Hermann August Korff, germanista e pesquisador de Goethe
- Franz Kossmat, geólogo
- Kurt Kresse, político
- Julius Kreutzbach, fabricante de pianos
- Karl Krug, pintor e artista gráfico
- Louis Kuhne, naturopata
- Manfred Künne, escritor
- Wilhelm Kunze, major-general
- Richard Lehmann, político
- Adolf Lehnert, escultor
- Albrecht Leistner, escultor
- Hugo Licht, arquiteto
- Julius Lips, etnólogo
- Robert Richard Lipinski, político
- Hans Lissmann, cantora de concertos
- Heinrich Julius Mäser, editor
- Erhard Mauersberger, Thomaskantor
- Wolfgang Mattheuer, pintor
- Georg Maurer, escritor
- Ferdinand May, autor
- Hans Meyer, geógrafo e primeiro a escalar o Kilimanjaro
- Herrmann Julius Meyer, editor
- Eugen Mogk, filólogo
- Julius Motteler, político
- Kurt Nowak, professor de teologia
- Arthur Nikisch, dirigente
- Arthur von Oettingen, físico e teórico da música
- Erwin Payr, cirurgião
- Max Pommer, arquiteto
- Walter Queck, pintor
- Richard Quelle, editor
- Günther Ramin, Thomaskantor
- Franz Rendtorff, teólogo
- Klaus Renft, músico
- Max Robitzsch, meteorologista e pesquisador polar
- Renate e Roger Rössing, fotógrafos
- Wolfgang Rosenthal, cantora de concertos e cirurgiã maxilar
- Karl Rothe, Oberbürgermeister de Leipzig
- Hans Sandig, compositor e dirigente
- Otto Schelper, cantora de ópera
- Adolf Heinrich Schletter, comerciante de seda e colecionador de arte (transferido do Neuer Johannisfriedhof)
- Wilhelm Schomburgk, banqueiro, oficial de esportes, combatente da resistência contra o regime nazista
- Gustav Schreck, Thomaskantor
- Georg Schumann, político
- Georg Schwarz, político
- Gerhard Seeliger, historiador
- Carl Seffner, escultor
- Friedrich Seger, político
- Karl Straube, Thomaskantor
- Adolf von Strümpell, médico
- Paul Stuckenbruck, escultor
- Karl Sudhoff, historiador da medicina
- Peter Sylvester, artista gráfico e pintor
- Werner Teske, vítima da justiça da Alemanha Oriental
- Alfred Thiele, escultor
- Clemens Thieme, arquiteto
- Georg Thieme, editor
- Johannes Thummerer, escritor
- Siegfried Tiefensee, dirigente
- Walter Tiemann, tipógrafo, artista gráfico, ilustrador
- Stanislaw Trabalski, político
- Georg Trexler, compositor
- Werner Tübke, pintor
- Ernst und Pauline Ulbricht, pais de Walter Ulbricht
- Wolfgang Unger, Kapellmeister e diretor musical da universidade
- Marinus van der Lubbe (apenas uma pedra memorial pode ser vista, o túmulo não está marcado)
- Elisabeth Voigt, pintora e artista gráfica
- Lene Voigt, poetisa
- Johannes Volkelt, filósofo
- Karl Weule, geógrafo, diretor do Völkerkundemuseum
- Bernhard Wildenhain, ator
- Manfred Wittich, escritor
- Georg Wünschmann, arquiteto
- Wilhelm Wundt, psicólogo e filósofo
- Erich Zeigner, político
- Julius Zeißig, arquiteto
- William Zipperer, político